# Borno, Lombardiet
Borno är en kommun i provinsen Brescia i regionen Lombardiet i Italien. Kommunen hade 2 598 invånare (2018).